# Caroline Granier
Caroline Granier, née en 1973, normalienne, agrégée et docteure en Lettres modernes, est enseignante en lycée.
Elle est l'auteure d'un ouvrage de référence sur « les modalités historiques et littéraires de l'engagement des écrivains anarchistes, en France, dans les années 1880-1900 ».

## Biographie
En 2003, elle présente sa thèse de doctorat à l'Université Paris-VIII : « Nous sommes des briseurs de formules » : les écrivains anarchistes en France à la fin du dix-neuvième siècle,,, qui est publiée, en 2008, aux éditions Ressouvenances,.
Enseignante dans un lycée parisien, elle collabore à la réédition de divers romans de la fin du XIXe siècle, notamment ceux de Charles Malato, Henry Fèvre et André Léo,.
Ses centres d'intérêt incluent également les romans policiers féministes.
Elle publie un essai qui interroge les représentations des femmes dans les polars contemporains : À armes égales. Les femmes armées dans les romans policiers contemporains, éditions Ressouvenances, 2018 ; "En quête d'héroïnes", éditions Ressouvenances, 2022.

## Publications
- En quête d'héroïnes, Ressouvenances, 2022  (ISBN 9 782845 053021)
- A armes égales. Les femmes armées dans les romans policiers contemporains, Ressouvenances, 2018  (ISBN 9 782845 052406)
- "L'ère du roman policière", Libération, 31 août 2018
- Quitter son point de vue : quelques utopies anarcho-littéraires d'il y a un siècle, introduction et conclusion Michel Antony, Paris, Éditions du Monde libertaire, 2007,  (ISBN 978-2-915514-08-7), (BNF 41200009), (OCLC 470689641).
- Les briseurs de formules : les écrivains anarchistes en France à la fin du XIXe siècle, Éditions Ressouvenances, 2008,  (ISBN 2-84505-065-8), (BNF 41397833), (OCLC 901940855).
- Peut-on être anarchiste sans être féministe?’, Le Monde Libertaire, no. 1344, Janvier- Février 2004[13]

### Contributions
- Césarine de Jean Richepin ou la neutralité impossible, Revue d'histoire du XIXe siècle, 24, 2002, [lire en ligne], DOI 10.4000/rh19.369.
- Le Désordre du je ou l’ordre en jeu - Quatre romans d’éducation anarchiste de Darien et Mirbeau, Cahiers Octave Mirbeau, no 10, 2003, p. 51–66, [lire en ligne].
- La représentation du terroriste anarchiste dans quelques romans français de la fin du XIXe siècle, Cahiers d’histoire. Revue d’histoire critique, 96-97, 2005, [lire en ligne].
- Charles Malato, La Grande Grève (1905), préface et annotations de Caroline Granier, Amiens, Le Goût de l'être, 2009,  (ISBN 978-2-906148-16-1), (BNF 41475294).
- André Léo, Aline Ali, présenté et annoté par Cecilia Beach, Caroline Granier, Alice Primi, Association des publications chauvinoises, 2011,  (ISBN 978-2-909165-99-8), (BNF 42576746).